# ردروک (نیومکزیکو)
ردروک (به انگلیسی: Redrock) یک منطقهٔ مسکونی در ایالات متحده آمریکا است که در نیومکزیکو واقع شده‌است. ردروک ۱٬۲۲۹٫۸۸ متر بالاتر از سطح دریا قرار دارد.